# Diligenza
La diligenza (dal latino diligere, "scegliere") è l'assiduità, la precisione, lo scrupolo perseguiti nello svolgimento di un lavoro o di un compito. Si contrappone alla negligenza.

## Diritto privato
Nel diritto privato, e specialmente in materia di obbligazioni, «la diligenza è criterio di imputazione della responsabilità: serve a stabilire se nell'eseguire la prestazione dovuta il contraente debitore abbia impiegato la cura, l'attenzione, la competenza necessarie a renderlo irresponsabile dell'inadempimento». A seconda dell'intensità della diligenza richiesta in un determinato frangente, si distingue fra diligenza del buon padre di famiglia e diligenza professionale.

## Psicologia
In psicologia è stato definito un tratto di personalità chiamato coscienziosità, che include la diligenza come sotto-tratto.